# Otto Fräßdorf
Otto Fräßdorf (* 5. února 1942, Magdeburg) je bývalý východoněmecký fotbalista, útočník a obránce. Kariéry ukončil po komplikovaném zranění zad. Po skončení aktivní kariéry působil jako trenér mládeže a v nižších soutěžích.

## Fotbalová kariéra
V východoněmecké oberlize hrál za Vorwärts Berlin, nastoupil ve 183 ligových utkáních a dal 31 gólů. S týmem Vorwärts Berlin vyhrál pětkrát východoněmeckou oberligu a v roce 1970 východoněmecký fotbalový pohár. V Poháru mistrů evropských zemí nastoupil ve 13 utkáních a dal 2 góly a v Poháru vítězů pohárů nastoupil v 6 utkáních a dal 2 góly. Za reprezentaci Východního Německa (NDR) nastoupil v letech 1963–1970 ve 33 utkáních a dal 4 góly. Reprezentoval Německo na LOH 1964 v Tokiu, nastoupil v 6 utkáních a získal s týmem bronzové medaile za 3. místo.

## Ligová bilance
| Ročník          | Zápasy | Góly |                     |
| --------------- | ------ | ---- | ------------------- |
| I. liga 1961/62 | 3      | 1    | ASK Vorwärts Berlin |
| I. liga 1962/63 | 8      | 4    | ASK Vorwärts Berlin |
| I. liga 1963/64 | 23     | 10   | ASK Vorwärts Berlin |
| I. liga 1964/65 | 24     | 4    | ASK Vorwärts Berlin |
| I. liga 1965/66 | 23     | 2    | Vorwärts Berlin     |
| I. liga 1966/67 | 26     | 3    | Vorwärts Berlin     |
| I. liga 1967/68 | 13     | 1    | Vorwärts Berlin     |
| I. liga 1968/69 | 20     | 3    | Vorwärts Berlin     |
| I. liga 1969/70 | 25     | 3    | Vorwärts Berlin     |
| I. liga 1970/71 | 18     | 0    | Vorwärts Berlin     |
| CELKEM I. liga  | 183    | 31   |                     |